# Robert Garnier
Robert Garnier (La Ferté-Bernars, Maine, aprox. 1545 — Le Mans, 1590) és un dramaturg francès de tragèdies. Els seus textos es basen en els models clàssics tragicòmics europeus.

## Obres
- Porcie (1568)
- Hippolyte (1573)
- Cornélie (1574)
- Marc Antoine (1578)
- La Troade (1579)
- Antigone (1580)
- Bradamante (1582)
- Sédécie ou Les Juives (1583)